# Sedm sester (vodopád)
Sedm sester  (norsky De Syv Søstrene či Dei Sju Systrene, také Knivsflåfossen) je norský vodopád, co do výšky je na 39. místě mezi norskými vodopády. Je tvořen sedmi oddělenými proudy, vody největšího z nich padají do hloubky 250 m.
Vodopád leží na severní straně Geirangerfjordu mezi vesnicemi Geiranger a Hellesylt v kraji Møre a Romsdal v administrativní oblasti obce Stranda. Vedle vodopádu se nachází farma Knivsflå, která je v současnosti opuštěná.
Vodopád chráněn jako Světové dědictví (coby část oblasti Geirangerfjordu a Nærøyfjordu).

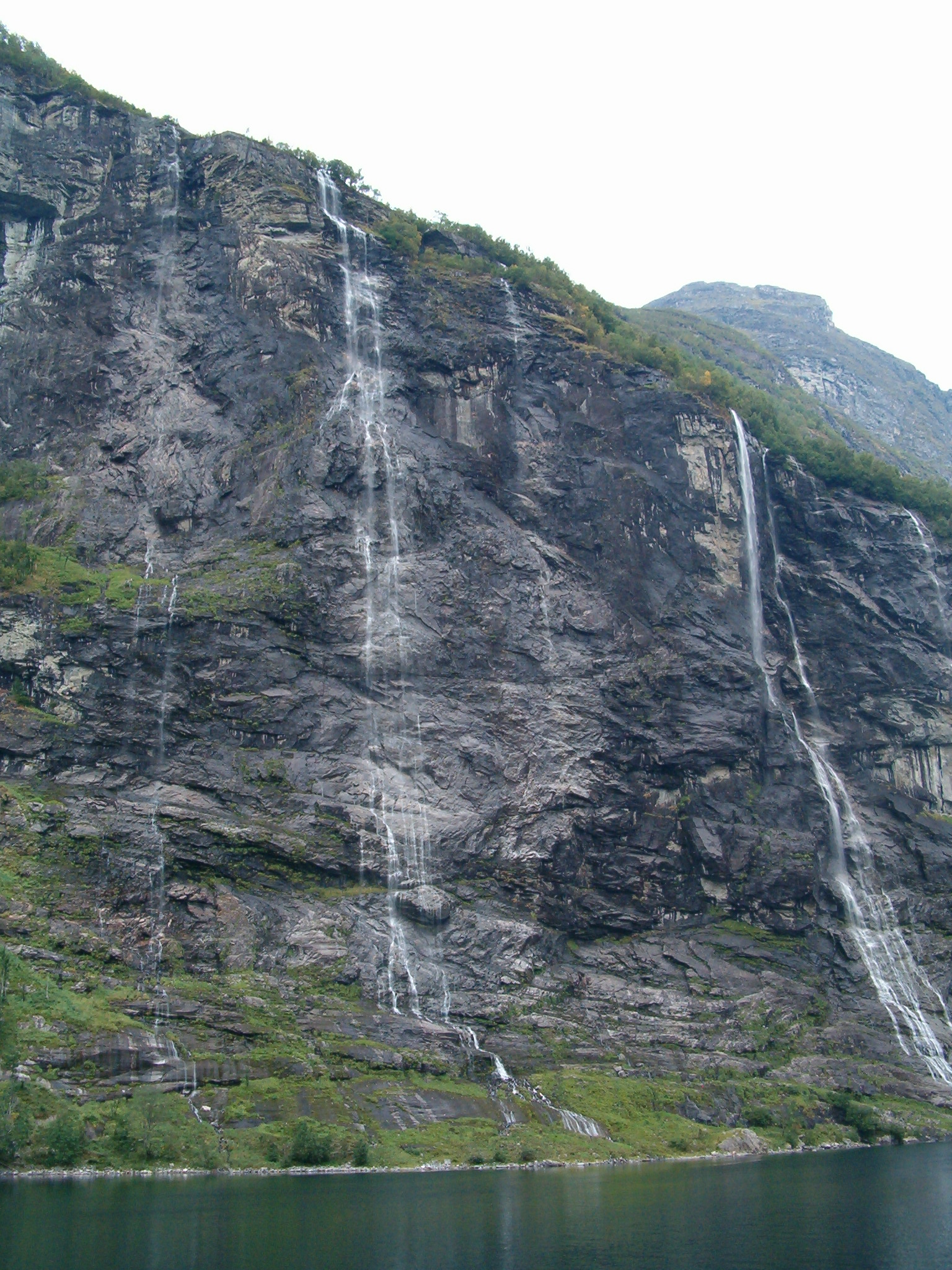
Vodopád v září při nižším průtoku

## Pojmenování
Vodopád Sedm sester je pojmenován podle sedmi proudů stékající dolů ze skály do fjordu. Podle pověsti sestry tančí na úbočí hory zatímco Nápadník (norsky Friaren), vodopád ležící přímo naproti nim, se marně snaží získat jejich pozornost.
Podle jiné pověsti se pokusil Nápadník všech sedm sester postupně požádat o ruku, ale všechny ho odmítly.

## Vyhlídky
Oblíbená vyhlídka na vodopád se nachází na svahu od farmy Skageflå, která je v současnosti opuštěná. Cesta k ní vede přímo od fjordu nebo z vesnice Geiranger, která je vzdálená 6 km. Další vyhlídka se nachází na Orlí cestě (norsky Ørneveien), vedoucí z Geraingeru do obce Eidsdal.